# 鼓浪屿自来水公司旧址
鼓浪屿自来水公司旧址位于中国福建省厦门市鼓浪屿，是全国重点文物保护单位鼓浪屿近代建筑群的子项目之一。
鼓浪屿的居民在自来水引入前只可引用井水、泉水或“船仔水”，淡水紧缺。1920年，鼓浪屿众华侨富商筹办厦门自来水公司，于1927年建成中国东南沿海最早投入使用的自来水供水系统，每日使用船只将用水运送至鼓浪屿，用电机抽入此处的水池，再通过管道输水至全岛各处。现在供水设施仍存一座蓄水池及水泵房，以及管理用房。供水设备来自德国西门子公司。